# Населення Південної Америки

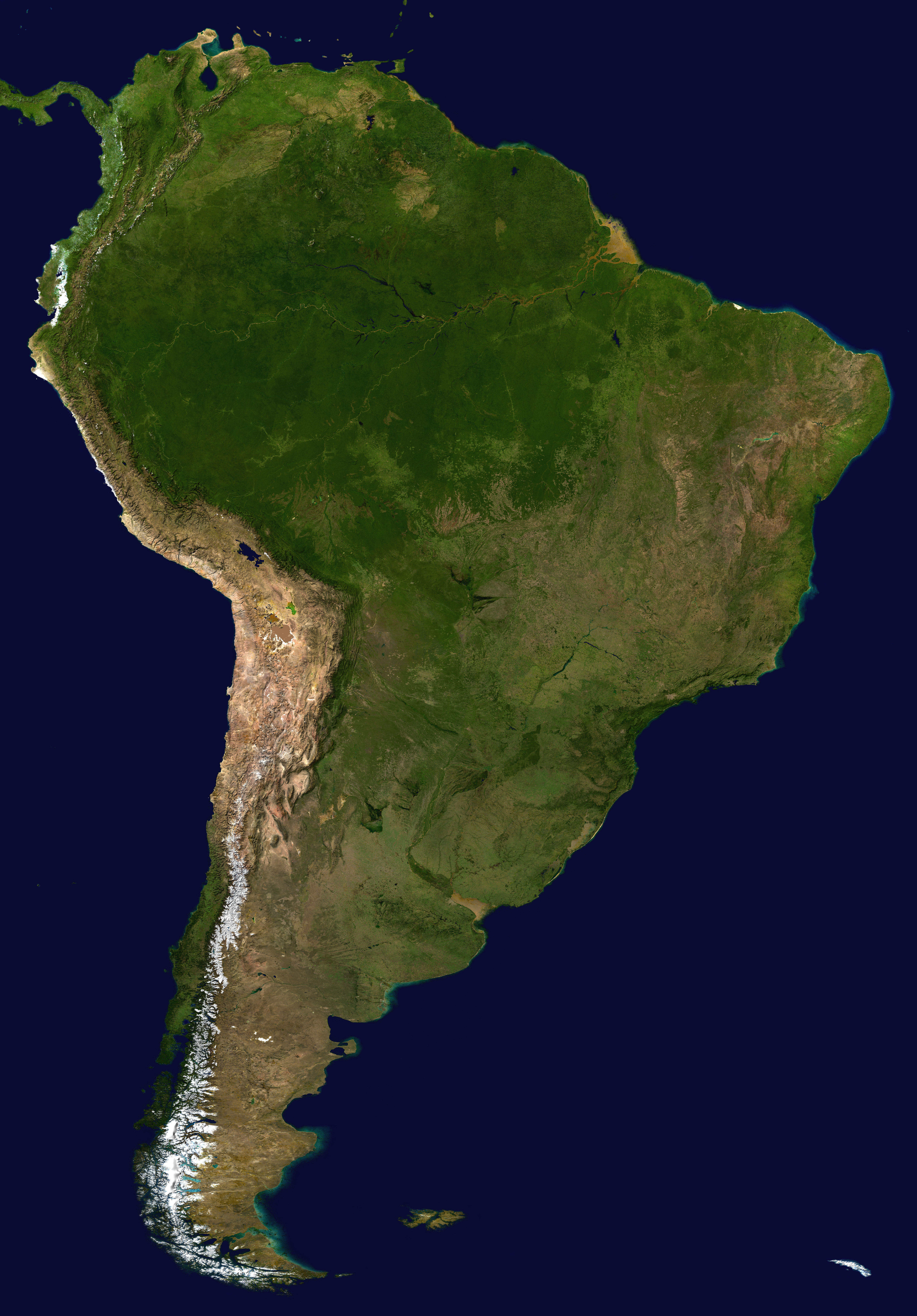
Південна Америка

Південна Америка — континент, який знаходиться південніше, ніж Північна Америка. Площа континенту — 17,8 млн км² (4-е місце серед континентів), населення — 422,5 мільйона осіб (2016 р.)

## Населення
| №  | Держава              | Населення станом на 2015 | Джерело                                                                      |
| -- | -------------------- | ------------------------ | ---------------------------------------------------------------------------- |
| 1  | Бразилія             | 204 519 000              | Official population clock [Архівовано 25 грудня 2018 у Wayback Machine.]     |
| 2  | Колумбія             | 48 549 000               | Official population clock                                                    |
| 3  | Аргентина            | 43 132 000               | Official estimate                                                            |
| 4  | Перу                 | 31 153 000               | Official estimate [Архівовано 9 грудня 2018 у Wayback Machine.]              |
| 5  | Венесуела            | 30 620 000               | Official estimate [Архівовано 7 січня 2019 у Wayback Machine.]               |
| 6  | Чилі                 | 18 006 000               | Official estimate                                                            |
| 7  | Еквадор              | 16 279 000               | Official population clock [Архівовано 5 грудня 2015 у Wayback Machine.]      |
| 8  | Болівія              | 10 520 000               | Official estimate [Архівовано 11 жовтня 2010 у Wayback Machine.]             |
| 9  | Парагвай             | 7 003 000                | Official estimate [Архівовано 19 січня 2021 у Wayback Machine.]              |
| 10 | Уругвай              | 3 310 000                | Official estimate                                                            |
| 11 | Гаяна                | 747 000                  | Preliminary 2012 census result [Архівовано 21 січня 2019 у Wayback Machine.] |
| 12 | Суринам              | 560 000                  | Final 2012 census result [Архівовано 12 листопада 2017 у Wayback Machine.]   |
| 13 | Французька Гвіана    | 262 000                  | Official estimate [Архівовано 13 травня 2015 у Wayback Machine.]             |
| 14 | Фолклендські Острови | 3 000                    | Final 2012 census result                                                     |
|    | Разом                | 414 663 000              |                                                                              |

## Релігія
| Держава   | Християни | Католики | Інші християни | Нема |
| --------- | --------- | -------- | -------------- | ---- |
| Аргентина | 88 %      | 77 %     | 11 %           | 11 % |
| Болівія   | 96 %      | 74 %     | 22 %           | 4 %  |
| Бразилія  | 86 %      | 64 %     | 22 %           | 9 %  |
| Чилі      | 70 %      | 57 %     | 13 %           | 25 % |
| Колумбія  | 92 %      | 80 %     | 12 %           | 7 %  |
| Парагвай  | 95 %      | 85 %     | 10 %           | 2 %  |
| Перу      | 94 %      | 81 %     | 13 %           | 3 %  |
| Суринам   | 51 %      | 29 %     | 22 %           | 5 %  |
| Уругвай   | 58 %      | 47 %     | 11 %           | 41 % |
| Венесуела | 88 %      | 71 %     | 17 %           | 8 %  |

## Етнічний склад
На етнічному рівні населення Південної Америки можна розділити на три типи: індіанці, білі і афроамериканці. Лише в двох країнах (Перу і Болівії) індіанці утворюють більшість. У Бразилії, Колумбії і Венесуелі проживає значна кількість населення африканського походження.
| Держава   | Індіанці | Білі люди | Метиси | Мулати | Темношкірі | Самбо | Азіати |
| --------- | -------- | --------- | ------ | ------ | ---------- | ----- | ------ |
| Аргентина | 1.0 %    | 85.0%     | 14.0 % | 0.0 %  | 0.0 %      | 0.0 % | 0.0 %  |
| Болівія   | 55.0%    | 12.0 %    | 30.0 % | 2.4 %  | 0.1 %      | 0.5 % | 0.0 %  |
| Бразилія  | 0.4 %    | 47.7%     | 22.9 % | 20.1 % | 7.6 %      | 0.0 % | 1.1 %  |
| Чилі      | 3.2 %    | 52.7%     | 44.0 % | 0.0 %  | 0.0 %      | 0.0 % | 0.0 %  |
| Колумбія  | 1.8 %    | 37.0 %    | 49.0%  | 8.2 %  | 2.3 %      | 0.1 % | 0.0 %  |
| Еквадор   | 39.0 %   | 9.9 %     | 41.0%  | 5.0 %  | 5.0 %      | 0.0 % | 0.1 %  |
| Парагвай  | 3.0 %    | 20.0 %    | 75.0%  | 3.5 %  | 0.0 %      | 0.0 % | 0.0 %  |
| Перу      | 45.0%    | 15.0 %    | 35.0 % | 2.0 %  | 0.0 %      | 0.0 % | 3.0 %  |
| Уругвай   | 0.0 %    | 88.0%     | 8.0 %  | 4.0 %  | 0.0 %      | 0.0 % | 0.0 %  |
| Венесуела | 2.7 %    | 42.7 %    | 49.7%  | 7.7 %  | 2.0 %      | 0.0 % | 0.8 %  |

## Мови
Найпоширенішими мовами Південної Америки є португальська та іспанська. Португальською говорить Бразилія, населення якої — близько 50 % населення цього континенту. Іспанська мова є офіційною мовою більшості країн континенту. Також в Південній Америці розмовляють і на інших мовах: в Суринамі говорять голландською, в Гаяні — англійською, а у Французькій Гвіані — французькою.
|  | Мова          | Населення   |
|  | ------------- | ----------- |
|  | Іспанська     | 233 600 108 |
|  | Португальська | 191 480 630 |
|  | Англійська    | 800 000     |
|  | Голандська    | 510 000     |
|  | Французька    | 230 000     |

## Розміщення

Густота населення (осіб/км²) країн світу, 2006 рік

Значна кількість жителів Південної Америки живе на західному і східному узбережжях континенту. Великі площі вологих тропічних лісів Амазонії, савани Гран-Чако, пустельна Патагонія і прохолодна Вогняна Земля заселені слабко.